# Отто фон Вайсс
Отто фон Вайсс (нім. Otto von Weiß; 26 серпня 1878, Гросс-Плауен — 28 лютого 1945, біля Варнемюнде) — німецький офіцер, бригадефюрер СС і оберст вермахту.

## Біографія
В 1893 році вступив в кадетський корпус. В 1897 році прийнятий в Прусську армію. Учасник Першої світової війни, служив на штабних посадах. Після війни демобілізований. В січні 1919 року брав участь у створені східнопрусського фрайкору. В 1925-31 роках — член Сталевого шолома. В 1930-33 роках — керівник Союзу Киффгойзера у Велау, з 1 січня 1934 по 31 грудня 1935 і з 1936 року — в області «Остланд», з 1938 року — «Північний Схід». 1 березня 1932 року вступив в НСДАП (квиток №1 061 375). З 1933 року і до кінця життя — бургомістр рідного Плауена. 9 листопада 1936 року вступив в СС (посвідчення №277 324) і був зарахований в штаб оберабшніту СС «Північний Схід».З січня 1940 року — 1-й офіцер Генштабу в штабі заступнику командувача 1-м армійським корпусом. 1 серпня 1943 року відправлений в резерв ОКГ. 21 січня 1945 року організував евакуацію мешканців Плауена від наступаючих радянських військ. 19 лютого 1945 року пароплав з біженцями «Consul Cords», на якому перебував Вайсс, зіткнувся з британською дрейфуючою міною (за іншими даними — атакований британськими бомбардувальниками) і затонув. Вайсс, його дружина Еммі і ще 255 загинули.

## Звання
- Другий лейтенант (20 липня 1897)
- Оберлейтенант (21 березня 1918)
- Ротмістр Генштабу (20 липня 1913)
- Майор Генштабу (27 січня 1917)
- Манн СС (9 листопада 1936)
- Штурмбаннфюрер СС (9 листопада 1936)
- Оберштурмбаннфюрер СС (20 квітня 1937)
- Штандартенфюрер СС (12 вересня 1937)
- Оберфюрер СС (30 січня 1938)
- Оберстлейтенант Генштабу (1 жовтня 1940)
- Оберст до розпорядження (1 січня 1943)
- Бригадефюрер СС (20 квітня 1943)

## Нагороди
- Столітня медаль
- Орден Червоного орла 4-го класу
- Орден Святого Йоанна (Бранденбург), лицар справедливості
- Залізний хрест 2-го і 1-го класу
- Хрест «За військові заслуги» (Мекленбург-Шверін) 2-го класу
- Ганзейський Хрест (Гамбург)
- Орден Фрідріха (Вюртемберг), лицарський хрест 1-го класу
- Королівський орден дому Гогенцоллернів, лицарський хрест з мечами (12 квітня 1917)
- Хрест «За вислугу років» (Пруссія)
- Почесний хрест ветерана війни з мечами
- Медаль «За вислугу років у Вермахті» 4-го, 3-го, 2-го і 1-го класу (25 років)
- Цивільний знак СС (№157 697)
- Почесний кут старих бійців
- Почесна шпага рейхсфюрера СС (1 березня 1938)
- Медаль «За вислугу років у НСДАП» в бронзі (10 років)
- Хрест Воєнних заслуг 2-го і 1-го класу з мечами
  - 1-го класу (1 вересня 1942)
- Кільце «Мертва голова» (9 листопада 1944)